# Patrick Bond
Patrick Bond (nascido em 1961, Belfast, Irlanda do Norte) é um professor de economia política na Escola de Governança da Universidade de Witwatersrand Wits. Ele foi anteriormente associado a Universidade de  KwaZulu-Natal, onde dirigiu o Centro para a Sociedade Civil de 2004 a 2016. Sua pesquisa é relacionada a economia política, ao meio ambienta, a política social e a geopolítica, em particular, ao sub-imperialismo e à teoria da dependência. Seus estudos abordam desde o papel da África do Sul nos BRICS a situação econômica do país à dinâmica sub-imperialista na África. 

## Principais Obras

### Livros
- Bond, P. and Garcia, A. (eds.) (2015) BRICS: An Anticapitalist Critique. Chicago: Haymarket Books.
- Saul, J. and Bond, P. (2014) South Africa: the present as history. Johannesburg: Jacana.
- Bond, P. and Garcia A. (eds.) (2014) Fortaleza Brazil: Critical Perspectives on the BRICS. (Special issue of Tensoes Mundiais (World Tensions), July.
- Bond, P. (ed) (2011). Durban's climate gamble: trading carbon, betting the earth. Pretoria: University of South Africa Press.
- Bond, P. (2011). Politics of climate justice: paralysis above, movement below. Pietermaritzburg: University of KwaZulu-Natal Press.
- Maharaj, B., Desai, A. and Bond, P. (eds). (2010). Zuma’s own goal: losing South Africa’s ‘war on poverty'.  Trenton, Africa World Press.
- Bond, P and Sharife, K (2009) Africa battles aid and development finance, in Abbas, H and Niyiragira, Y (eds.)Aid to Africa: Redeemer or Colonizer?, Oxford: Pambazuka Press
- Bond, P (2008) A Pilhagem na África. Rio de Janeiro: South Links
- Bond, P, R Dada and G Erion (eds) (2007) Climate Change, Carbon Trading and Civil Society: Negative Returns on South African Investments. Amsterdam, Rozenberg Publishers, and Pietermaritzburg, University of KwaZulu-Natal Press.
- Bond, P (2007) (ed.) Beyond Enclavity in African Economies: The Enduring Work of Guy Mhone. Johannesburg, Open Society Initiative of Southern Africa; Lilongwe, ActionAid; New Delhi, International Development Economics Associates; Nairobi, University of Nairobi Institute of Development Studies; and Durban, Centre for Civil Society.
- Bond, P, H Chitonge and A Hopfmann (eds). (2007) The Accumulation of Capital in Southern Africa: Rosa Luxemburg’s Contemporary Relevance. Berlin, Rosa Luxemburg Foundation and Durban, Centre for Civil Society.
- Bond, P. (2006). Talk Left, Walk Right: South Africa’s Frustrated Global Reforms (second edition).  Pietermaritzburg:University of KwaZulu-Natal Press.
- Bond, P. (2006). Looting Africa: the Economics of Exploitation. London: Zed Books and Pietermaritzburg: University of KwaZulu-Natal Press.
- Bond, P. (2005). Elite Transition: from Apartheid to Neoliberalism in South Africa. Second edition. London: Pluto and Pietermaritzburg: University of KwaZulu-Natal Press.
- Bond, P (ed). (2005). Fanon's Warning: A Civil Society Reader on the New Partnership for Africa's Development. 2nd edition. Trenton: Africa World Press, Durban: Centre for Civil Society and Cape Town: AIDC.
- Bond P and Dada R (eds) (2005) Trouble in the Air: Global warming and the privatised atmosphere. Durban:Centre for Civil Society, University of KwaZulu-Natal and Amsterdam: Transnational Institute.
- Bond P. 2004. Against Global Apartheid: South Africa Meets the World Bank, IMF and International Finance. London: Zed Press.
- Bond, P. 2004. Talk Left, Walk Right: South Africa's Frustrated Global Reforms. Pietermaritzburg: University of KwaZulu-Natal Press.
- Bond, P. 2002. Unsustainable South Africa: Environment, Development and Social Protest. Pietermaritzburg: University of KwaZulu-Natal Press.
- Bond P. 2000. The Elite Transition: From Apartheid to Neoliberalism in South Africa. London: Pluto Press.
- Bond P. 2000. Cities of Gold, Townships of Coal: Essays on South Africa's New Urban Cities. Africa World Press.
- Bond, P. 1998. Uneven Zimbabwe: A Study of Finance, Development and Underdevelopment. Africa World Press.
- Bond, P. 1991. Commanding Heights: And Community Control. Ravan.

### Artigos
- Will economists Stiglitz and Yunus add to debate on crisis? (2009) Published in Pambazuka News
- Lessons of Zimbabwe: An exchange between Patrick Bond and Mahmood Mamdani (2008) Published in Links
- From False to Real Solutions for Climate Change (2008) Published in Monthly Review
- Top down or bottom up? A reply to David Held (2004) Published in openDemocracy
- Patrick Bond speaking at OccupyCOP17, During the UNFCCC COP17 Climate Talks in Durban, South Africa (2011) Video by OneClimate
- Bond, P. (2008), Social movements and corporations: social responsibility in post-Apartheid South Africa, Development and Change, 39, 6.
- Bond, P. (2008), Global uneven development, primitive accumulation and political-economic conflict in Africa: the return of the theory of imperialism, Journal of Peacebuilding and Development, 4, 1, 23-37.
- Bond, P. (2008). Collaborations, co-optations and contestations in praxis-based knowledge production, Review of African Political Economy, 116, pp. 89–93.
- Bond, P. (2008) Post-imperialist north-south financial relations?, Studies in Political Economy, 81, 77-97.
- Bond, P. (2008), Reformist reforms, non-reformist reforms and global justice: activist, NGO and intellectual challenges in the World Social Forum. Societies without Borders, 3, 4-19.
- Bond, P. and J.Dugard (2008), The Case of Johannesburg Water: what really happened at the pre-paid parish pump. Law, Democracy and Development, 12, 1, pp. 1–28.
- Bond, P. (2008), Water, human rights and social conflict: South African experiences’ (with Jackie Dugard). Law, Social Justice and Global Development, 10, 1, February,
- Bond, P. and G.Erion (2008), Against carbon trading as climate change mitigation, in D.McDonald (ed), Electric capitalism, Pretoria, Human Sciences Research Council, pp. 339–358.